# Lucy en el cielo con Capusottos
Lucy en el cielo con Capusottos fue un programa de radio argentino emitido en Rock & Pop.

## Equipo
- Conducción: Diego Capusotto
- Guiones: Pedro Saborido - Diego Capusotto
- Música original, grabación y edición: Jorge "Tata" Arias
- Musicalización: Marcelo Iconomidis
- Producción: Sebastián Martínez Toro
- Producción ejecutiva: Víctor Vietri
- Producción general: Daniel Morano

## Premios y nominaciones
- 2009: Premio Éter - Labor humorística - Diego Capusotto - Lucy en el cielo con Capusottos (Rock & Pop) - Ganador[2]

## Cancelación
Tras una sola temporada de emisión el programa no fue renovado.